# 石门乡 (唐县)
石门乡，是中华人民共和国河北省保定市唐县下辖的一个乡镇级行政单位。

## 行政区划
石门乡下辖以下地区：
石门村、草庄台村、铺大石村、王支村、蟒栏村、虎峪村、小路村、担里村、黄岩村和墨砚村。